# 基德 (密蘇里州)
基德（英語：Kidder）是位於美國密蘇里州考德威爾縣的城市。

## 人口
根據2020年美國人口普查的數據，基德的面積為1.04平方千米，皆為陸地。當地共有人口267人，而人口密度為每平方千米257人。